# Notoxus trifasciatus
Notoxus trifasciatus ist ein Käfer aus der Familie der Blütenmulmkäfer (Anthicidae). Das lateinische Art-Epitheton trifasciatus bedeutet „dreibändrig“ oder „dreibindig“ und bezieht sich offenbar auf die Musterung der Deckflügel.

## Beschreibung
Die schlanken Käfer sind 3–4 mm lang. Der Halsschild weist vorne einen hornähnlichen länglich eiförmigen Fortsatz auf. Die Käfer sind bräunlich gefärbt. Die Flügeldecken weisen zwei helle breite Querbinden auf.

## Verbreitung
Die Käferart ist in der Paläarktis heimisch. Sie ist im Mittelmeerraum weit verbreitet. Im Norden reicht das Vorkommen bis in das südliche Mitteleuropa, im Süden nach Nordafrika sowie im Osten in den Nahen Osten. Die Art kommt nur in niedrigen Lagen vor. In Deutschland ist die Art sehr selten und im Wesentlichen auf wärmebegünstigte Trockenhänge beschränkt.

## Lebensweise
Die Käfer fliegen gewöhnlich in den Monaten Juni und Juli. Man findet sie häufig in Lebensräumen mit Sandboden. Die Käfer besuchen offenbar bevorzugt Flockenblumen (Centaurea) mit Blattlausbefall. Die Käfer beobachtet man auch häufig auf Ölkäfern, von deren Cantharidin sie angelockt werden.